# Chiesa di San Vigilio al Valico
La chiesa di San Vigilio al Valico (in tedesco St. Vigil am Joch) è una chiesa di origine medievale che si trova sul Monte San Vigilio a Lana in provincia di Bolzano.

## Storia
La chiesetta si trova in un ampio spazio a circa 1800 m s.l.m.. Secondo alcuni ritrovamenti risalenti all'età della pietra, si presume che la chiesa sia stata costruita dove un tempo preesisteva un antico edificio di culto pagano. La Chiesetta di San Vigilio viene menzionata ufficialmente per la prima volta nel 1278, ed è nota anche come "la chiesetta del beltempo", perché si diceva che san Vigilio proteggesse la popolazione dalle intemperie, e ancora oggi nel mese di giugno vi si celebra una funzione liturgica per allontanare i tuoni e i fulmini da questi territori. Il coro gotico risale al Cinquecento, mentre la torre nella sua forma attuale è risalente al XVII secolo.

## Descrizione
I muri longitudinali sono di epoca protoromanica, mentre all'interno è presente un ciclo di affreschi del Trecento raffigurante la Crocifissione e gli apostoli. Gli affreschi sono stati dipinti dallo stesso artista che ha dipinto anche quelli presenti nella chiesa di Santa Maria del Conforto a Merano. Sul lato sud sono presenti i dodici apostoli con vesti fluenti e volti espressivi, mentre sulla parete nord sono presenti dei frammenti di un gruppo di crocifissione raffigurante Gesù, la Madonna e l'apostolo Giovanni. Sull'altare è presente un crocifisso e un quadro barocco di san Vigilio.